# Sido Waluyo
Sido Waluyo is een bestuurslaag in het regentschap Ogan Komering Ulu van de provincie Zuid-Sumatra, Indonesië. Sido Waluyo telt 1229 inwoners (volkstelling 2010).